# Боулдер-Сити (Невада)
Боулдер-Сити (англ. Boulder City) — город в округе Кларк, штат Невада, США в 42 километрах к юго-востоку от Лас-Вегаса. По данным переписи 2020 года, население Боулдер-Сити составляло 14 885 человек. Город назван в честь каньона Боулдер. Боулдер-Сити – одно из двух мест в Неваде, где запрещены азартные игры (вторым является город Панака).

## История

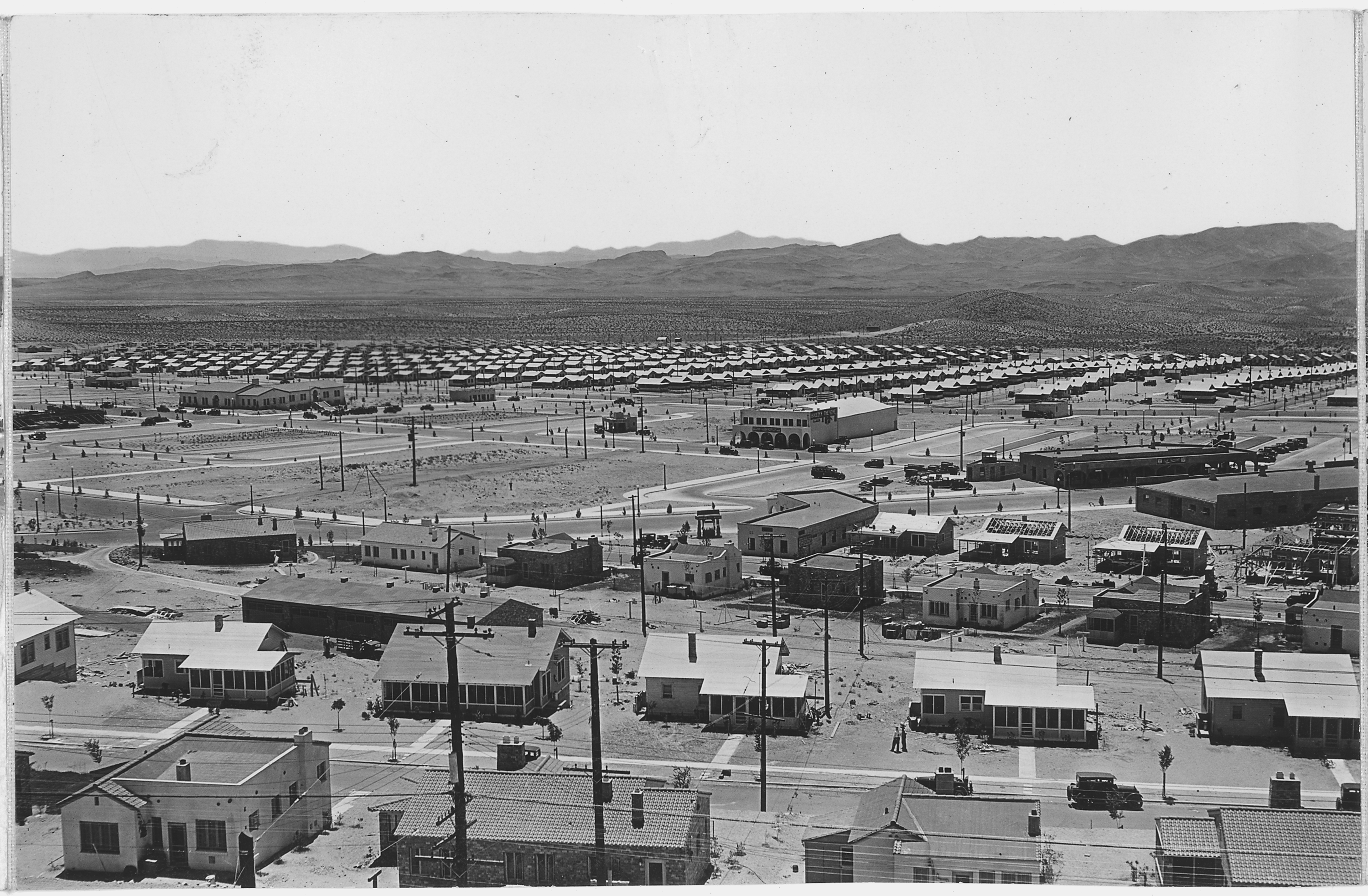
1932 год

Город был основан как город строителей плотины Гувера на реке Колорадо. Он был построен под контролем федерального правительства по плану голландского архитектора Сако Риенка де Бура. В городе были запрещены азартные игры и продажа алкоголя, для входа в город требовалось получить разрешение.
В 1960 году город вышел из под контроля правительства США. Первым мэром города стал Роберт Н. Бродбент.

## География
По данным Бюро переписи населения США, город имеет общую площадь 540,2 км2, из которых 0,1 км2 — вода.
Согласно системе классификации климата Кеппена, в Боулдер-Сити жаркий пустынный климат (тип Кеппена BWh).

## Население
По данным переписи населения США 2020 года, в Боулдер-Сити проживало 14 885 человек. Плотность населения составляла 27,6 человек на км2 Средний доход на душу населения составляет 41 421 долларов, на домохозяйство - 69 746 долларов. 11,4 % населения живут за чертой бедности. .

## Достопримечательности

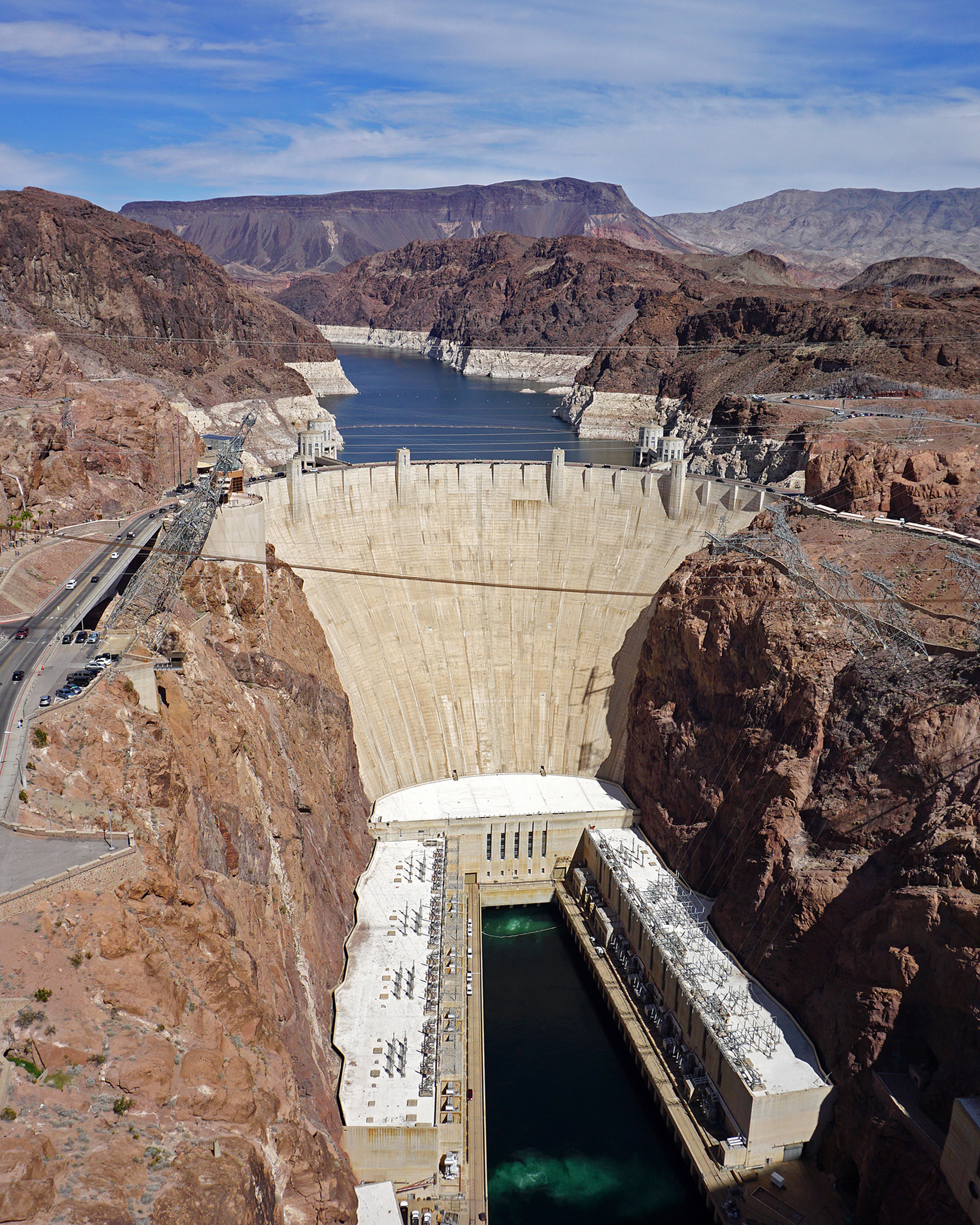
Плотина Гувера

Рядом с городом расположена плотина Гувера и аэропорт Боулдер-Сити - первый аэропорт в Неваде, который сейчас используется авиакомпанией Grand Canyon Airlines.